# Henri Grâce à Dieu
Le Henri Grâce à Dieu est un navire anglais du XVIe siècle, de type caraque. Il a été commandé par Henry VIII en réponse au Michael (en) de la Marine écossaise.
Familièrement nommé Great Harry, ce navire était contemporain de la Mary Rose. Il dépassait celle-ci en dimension ; son château avant s'élevait sur quatre ponts, et le château arrière sur deux ponts. Le Henri Grâce à Dieu mesurait 50 m (165 pieds) et déplaçait de 1 000 à 1 500 tonnes, ce qui en faisait le plus grand navire du monde au moment de son lancement.

## Histoire

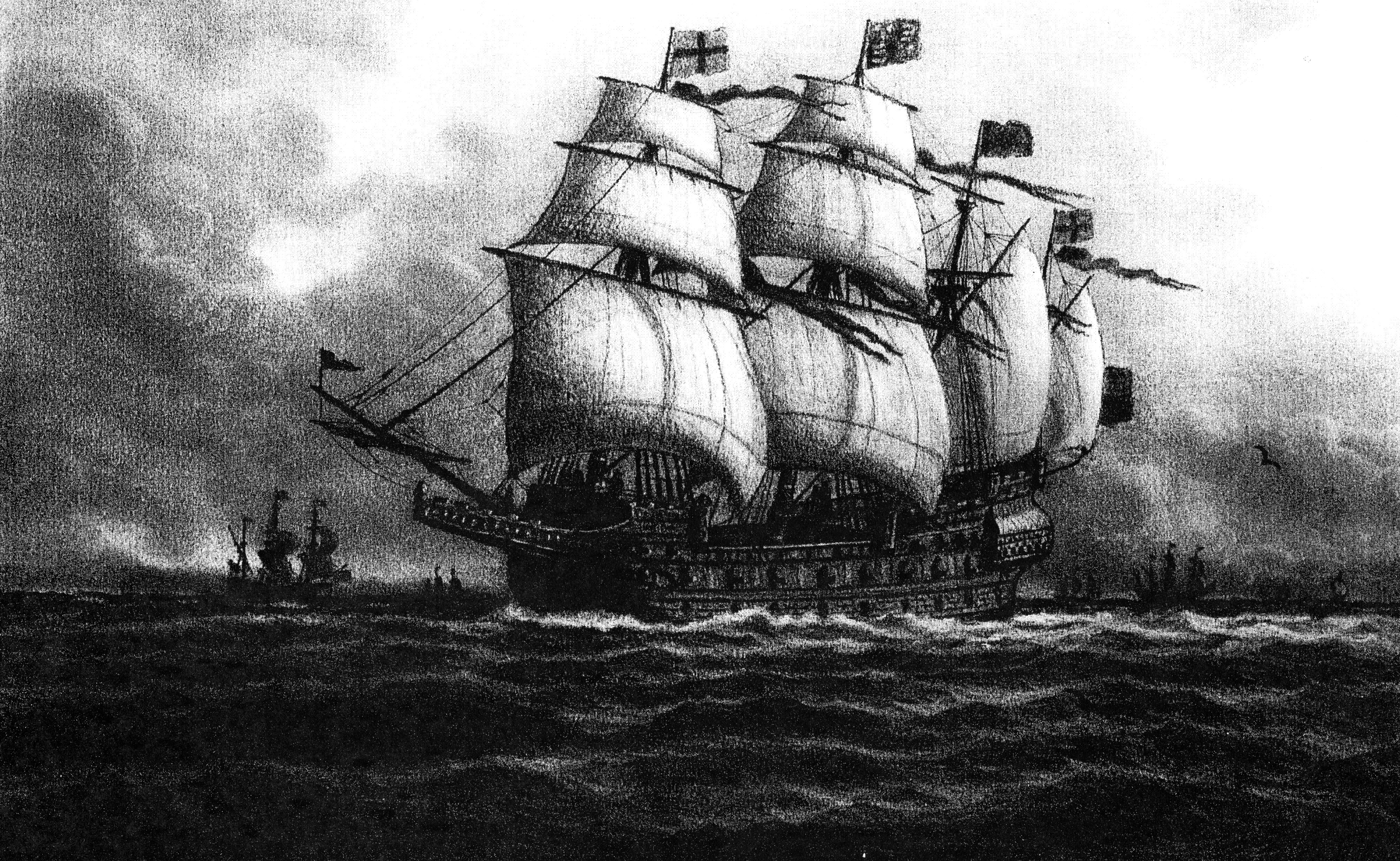
Englisches Kriegsschiff GREAT HARRY um 1555. Gemälde von Lüder Arenhold 1891.

Le Henry Grace à Dieu a été construit dans les chantiers de Woolwich de 1512 à 1514. C'était un des premiers navire comportant des ponts-batterie, et fut à son époque le plus puissant navire de guerre d'Europe. Il fut lancé le 13 juin 1514.
Henry Grace à Dieu a participé à peu d'affrontements. Il était à la bataille du Solent où coula la Mary Rose, lors de la tentative d'invasion de l'Angleterre par François Ier en 1545. Son rôle fut plutôt diplomatique, et il servit à transporter le roi Henry VIII lors des négociations avec la France au camp du Drap d'Or.
Après l'accession au trône d'Édouard VI en 1547, le navire fut renommé en son honneur. Le sort de l’Edward VI est incertain ; selon John Strype il fut incendié à Woolwich en 1553, ou bien il a fini comme ponton sur la Tamise.

## Source
- (en) Cet article est partiellement ou en totalité issu de l’article de Wikipédia en anglais intitulé « Henry Grace à Dieu » (voir la liste des auteurs).